# Bucconidae
Bucconidae Horsfield, 1821 è una famiglia di uccelli dell'ordine dei Piciformi.

## Tassonomia
Comprende 10 generi e 36 specie:
- Genere Notharchus
  - Notharchus hyperrhynchus (P.L.Sclater, 1856) - piumino collobianco
  - Notharchus macrorhynchos (J.F.Gmelin, 1788) - piumino della Guyana
  - Notharchus swainsoni (G.R.Gray, 1846) - piumino panciacamoscio
  - Notharchus pectoralis (G.R.Gray, 1846) - piumino pettonero
  - Notharchus ordii (Cassin, 1851) - piumino bandacastana
  - Notharchus tectus (Boddaert, 1783) - piumino bianconero
- Genere Bucco
  - Bucco macrodactylus (von Spix, 1824) - piumino capocastano
  - Bucco tamatia J.F.Gmelin, 1788 - piumino macchiato
  - Bucco noanamae Hellmayr, 1909 - piumino capocenere
  - Bucco capensis Linnaeus, 1766 - piumino dal collare
- Genere Nystalus
  - Nystalus radiatus (P.L.Sclater, 1854) - piumino barrato
  - Nystalus chacuru (Vieillot, 1816) - piumino guancebianche
  - Nystalus striolatus (Pelzeln, 1856) - piumino striolato
  - Nystalus maculatus (J.F.Gmelin, 1788) - piumino dorsomacchiato
  - Nystalus striatipectus (P.L.Sclater, 1854) - piumino pettostriato
- Genere Hypnelus
  - Hypnelus ruficollis (Wagler, 1829) - piumino golarossiccia
  - Hypnelus bicinctus (Gould, 1837) - piumino bifasciato
- Genere Malacoptila
  - Malacoptila striata (von Spix, 1824) - piumino semilunato
  - Malacoptila fusca (J.F.Gmelin, 1788) - piumino pettobianco
  - Malacoptila semicincta Todd, 1925 - piumino dal semicollare
  - Malacoptila fulvogularis P.L.Sclater, 1854 - piumino strienere
  - Malacoptila rufa (von Spix, 1824) - piumino collorossiccio
  - Malacoptila panamensis Lafresnaye, 1847 - piumino baffibianchi
  - Malacoptila mystacalis (Lafresnaye, 1850) - piumino dai mustacchi
- Genere Micromonacha
  - Micromonacha lanceolata (Deville, 1849) - monachino lanceolato
- Genere Nonnula
  - Nonnula rubecula (von Spix, 1824) - monachina pettoruggine
  - Nonnula sclateri Hellmayr, 1907 - monachina mentofulvo
  - Nonnula brunnea P.L.Sclater, 1881 - monachina bruna
  - Nonnula frontalis (P.L.Sclater, 1854) - monachina guancegrigie
  - Nonnula ruficapilla (Tschudi, 1844) - monachina caporossiccio
  - Nonnula amaurocephala Chapman, 1921 - monachina testacastana
- Genere Hapaloptila
  - Hapaloptila castanea (J.Verreaux, 1866) - monaca facciabianca
- Genere Monasa
  - Monasa atra (Boddaert, 1783) - monaca nera
  - Monasa nigrifrons (von Spix, 1824) - monaca frontenera
  - Monasa morphoeus (Hahn & Küster, 1823) - monaca frontebianca
  - Monasa flavirostris Strickland, 1850 - monaca beccogiallo
- Genere Chelidoptera
  - Chelidoptera tenebrosa (Pallas, 1782) - piumino ali di rondine